# Поздняков Микола Григорович
Микола Григорович Поздняков — український радянський партійний діяч, секретар Миколаївського обласного комітету КП(б)У.

## Життєпис
Освіта вища. Член ВКП(б). 
Перебував на відповідальній партійній роботі.
До 4 лютого 1951 року — завідувач відділу машинобудування Миколаївського обласного комітету КП(б)У.
4 лютого 1951 — 1952 року — секретар Миколаївського обласного комітету КП(б)У.
Подальша доля невідома.

## Нагороди
- орден «Знак Пошани»
- медалі